# Charles Hufnagel
Pour les articles homonymes, voir Hufnagel.
Charles Hufnagel, né le 9 décembre 1973 à Vichy, est un conseiller en communication français. Ancien conseiller communication du Premier ministre Édouard Philippe, il est actuellement directeur exécutif de la communication du Groupe Carrefour.

## Biographie
Charles Hufnagel est diplômé de Sciences Po en 1997, et titulaire d'une licence d'histoire. Son frère, Johan Hufnagel, est le fondateur du média Loopsider.

### Carrière dans le privé
Charles Hufnagel commence sa carrière en 1998 à la direction de la communication d'EDF.
En 2001, il rejoint le groupe AREVA, au sein de la direction de la communication. Nommé chef du service de presse d'AREVA en 2003, Charles Hufnagel prend la responsabilité des relations institutionnelles en 2006.
En 2007, il devient directeur adjoint de la communication du groupe. Il y rencontre Édouard Philippe, futur Premier ministre de la France, qui le présente à Alain Juppé et à son conseiller Gilles Boyer,.
À partir de juin 2008, il représente AREVA à Abou Dhabi, puis en Corée du Sud.

### Carrière en politique
Fin 2010, Charles Hufnagel quitte AREVA pour exercer les fonctions de conseiller en communication au cabinet d'Alain Juppé, dans un premier temps au ministère de la Défense, puis au ministère des Affaires étrangères.
En 2016, il est nommé directeur de la communication de Saint-Gobain, puis rejoint la même année la campagne d'Alain Juppé lors de la primaire de la droite et du centre. Il y travaille en tant que directeur de la communication, auprès de Gilles Boyer, qui est alors directeur de la campagne, et Eve Zuckerman, responsable digitale.
En 2017, Édouard Philippe, nommé Premier ministre, recrute Charles Hufnagel comme conseiller communication au sein de son cabinet, sous la direction de Benoît Ribadeau-Dumas.
Charles Hufnagel pilote la communication d’Édouard Philippe sur les séquences marquantes du quinquennat d'Emmanuel Macron, dont l’annonce de l’abandon du projet d’aéroport à Notre-Dame-des-Landes, l’incendie de Notre-Dame de Paris, les réformes du code du travail, l’ouverture à la concurrence de la SNCF ou encore la crise des gilets jaunes.
Il prend aussi en main la coordination de la communication de l’ensemble des ministres du Gouvernement, lors de réunions bimensuelles avec les communicants de chaque ministre, pendant lesquelles il arbitre les messages et le calendrier de communication gouvernemental.
Sous sa direction, la communication du Premier ministre se modernise : pour la première fois, le Premier ministre répond en direct sur les réseaux sociaux chaque semaine aux questions des citoyens,. Édouard Philippe est aussi le premier Premier ministre à intervenir sur la plateforme Twitch,.
Lorsque commence la crise du Covid-19 en mars 2020, Charles Hufnagel fait partie de l’équipe rapprochée autour du Premier ministre chargée de répondre à la situation sanitaire. La communication d’Édouard Philippe est articulée autour de conférences de presse régulières, graphiques et visuels à l’appui, dans lesquelles il répartit la parole entre les membres du Gouvernement.

### Retour dans le secteur privé
Le 3 juillet 2020, Édouard Philippe quitte son poste du Premier ministre, et Charles Hufnagel quitte son cabinet. Recruté par Alexandre Bompard, il rejoint en septembre 2021 le Groupe Carrefour, en tant que directeur exécutif de la communication.